# Świsłocz Górna
Świsłocz Górna (biał. Верхняя Сьвіслач) – opuszczona wieś na Białorusi, położona w obwodzie grodzieńskim w rejonie grodzieńskim w sielsowiecie kwasowskim.

## Historia
Dawniej dobra w powiecie grodzieńskim, województwa trockiego Rzeczypospolitej Obojga Narodów.
W czasach zaborów dobra Krasińskich w granicach Imperium Rosyjskiego, w guberni grodzieńskiej, w powiecie grodzieńskim.
W latach 1921–1939 ówczesny folwark leżał w Polsce, w województwie białostockim, w powiecie grodzieńskim, w gminie Łasza. 16 października 1933 weszła w skład gromadę Litwinki-Łaniewicze w gminie Łasza, obejmującej miejscowości Litwinki, Łaniewicze i Świsłocz Górna. 
Według Powszechnego Spisu Ludności z 1921 roku zamieszkiwało tu 26 osób, 12 było wyznania rzymskokatolickiego, 14 prawosławnego. Jednocześnie 19 mieszkańców zadeklarowało polską przynależność narodową a 7 białoruską. Był tu 1 budynek mieszkalny.
Miejscowość należała do parafii prawosławnej w Łaszy i rzymskokatolickiej w Zaniewiczach. Podlegała pod Sąd Grodzki w Indurze i Okręgowy w Grodnie; właściwy urząd pocztowy mieścił się w Kwasówce.
W wyniku napaści ZSRR na Polskę we wrześniu 1939 miejscowość znalazła się pod okupacją sowiecką. 2 listopada została włączona do Białoruskiej SRR. 4 grudnia 1939 włączona do nowo utworzonego obwodu białostockiego. Od czerwca 1941 roku pod okupacją niemiecką. 22 lipca 1941 r. włączona w skład okręgu białostockiego III Rzeszy. W 1944 miejscowość została ponownie zajęta przez wojska sowieckie i włączona do obwodu grodzieńskiego Białoruskiej SRR.
Na mocy decyzji deputowanych Grodzieńskej Rady Regionalnej z dnia 28 września 2010 uznano wieś za opuszczoną i oficjalnie wykreślono ją z rejestru białoruskich miejscowości.